# Soon-Tek Oh
Soon-Tek Oh, születési nevén O Szunthek (hangul: 오순택, handzsa: Oh Sun-taek) (Korea, Mokpho, 1932. június 29. – Los Angeles, 2018. április 4.) koreai születésű amerikai színész.

## Életútja
Koreában született, három évtizedig amerikai állampolgárként élt; a második világháború és a koreai háború éveiben nőtt fel. Kitűnő tanulmányi eredményei jutalmául ösztöndíjat kapott a Los Angeles-i University of Southern Californiára, majd szintén ösztöndíjasként még két évig tanult a New York-i Neighborhood Playhouse színművészeti főiskolán.
A UCLA színházi tanszakán diplomázott, ahol a mesterfokozatra készülve oktatott is. Alapító tagja lett a Los Angeles-i East-West Playersnek, ahol szemináriumokat vezetett előadás-művészetből és színdarabfejlesztésből. Egész karrierje során kettősség jellemezte viszonyát a drámához – tanított és játszott.1972-73-ban egyszerre volt vendég színművészeti oktató a szöuli Suh-Kang Egyetemen és rezidens művész/oktató a Szöuli Művészeti Intézetben (korábban Dráma Központnak hívták). Oktatóprogramokat szervezett a Korean-American Theater Ensemble-lal, majd 1993-tól saját társulatával, a Society Heritage Performerszel. 1997-ben a Koreai Nemzeti Előadó-művészeti Egyetem meghívta, hogy tartson színészeti mesterkurzusokat a drámatagozatán.
Művészeti vezetője volt a Society of Heritage Performersnek, amelyet ő alapított azzal a céllal, hogy „az amerikai közönséget megismertesse a koreai-amerikai előadók művészetével és a bennük rejlő lehetőségekkel”. E célból két nagy produkciót rendezett, amelyekben a koreai táncos/dobos színház mah-dong-nori stílusát kombinálta az Amerikában tanult, főleg koreai származású fiatal szakemberek tehetségével.
Az első produkció a Have You Heard ’95 volt, amellyel elnyerték a Los Angeles-i önkormányzat kulturális osztályának anyagi támogatását, hogy megrendezhesse a Have You Heard ’96-ot is – amelyet a Los Angeles Times „az Los Angeles-i színjátszás dübörgő szívveréseként” méltatott.
A Heritage Performers az Our Nori (A mi dalunk): Koreai-amerikai ünnepet családi közönségek előtt mutatta be az 1200 férőhelyes, szabadtéri John Anson Ford Amphitheaterben; az előadást Los Angeles megye támogatta. A társulat eredeti drámaprodukcióját, a Behind the Wallst a Backstage így üdvözölte: „az egyik legeredetibb színházi produkció ma Los Angelesben… Fantáziadús társulat, sok szépet várunk még tőle.”
Társadalmilag elkötelezett színházi munkájáért elismerést kapott kormányzati, egyházi és civil köröktől egyaránt, Los Angelesben, Kaliforniában és az Egyesült Államokban számos más területén is, Gerald Ford korábbi elnököt is beleértve.

## Válogatott filmográfia

### Filmek
- 2006 – Ellenfelek... Jong-chae
- 2004 – Mulan 2.... Fa Zhou (csak hang)
- 2001 – Egy lehetetlen ügy... Tiger
- 2000 – Az elnök zsoldosa... Vinh Tran tábornok – Rudas István (1. magyar változat) / Vári Attila (3. magyar változat) / Németh Gábor (4. magyar változat)
- 1998 – Mulan... Fa Zhou (csak hang) – Szokolay Ottó
- 1997 – Beverly Hills-i nindzsa... Sensei – Rajhona Ádám
- 1996 – Farkastörvények... Kwong Chuck Lee – Botár Endre
- 1995 – Cagney és Lacey: Újra együtt... Sunny Kim Play
- 1994 – Mi a f... van... Milt Morris
- 1994 – Halálos érintés... Yamata – Wohlmuth István
- 1993 – A mi házunk... Mr. Munimura – Maros Gábor (1. magyar változat)
- 1991 – Halálos játékok... Saito – Maróti Gábor
- 1990 – Az utolsó légijárat... Air Force parancsnok
- 1989 – Légikatasztrófa... Park kapitány
- 1989 – Hívatlan szövetséges... Kitao – Seder Gábor (2. magyar változat)
- 1988 – Vörös pók... Sonny Wu
- 1987 – Bosszúvágy 4. – Véres leszámolás... Phil Nozaki nyomozó – Vogt Károly (1. magyar változat) / Háda János (2. magyar változat)
- 1987 – Fehér sárkány... Tai-Ching
- 1987 – Acélos igazság... Bon Soong Kwan tábornok
- 1985 – Ütközetben eltűnt 2. - A kezdet...  Yin ezredes – Végh Péter (2. magyar változat)
- 1982 – A levél...Ong
- 1980 – Végső visszaszámlálás... Simura
- 1979 – A hét merész kaszkadőr... Kenny Uto
- 1978 – A jó fiúk feketében járnak... Mjr. Mhin Van Thieu - The Black Tigers – Dimulász Miklós (1. magyar változat) / R. Kárpáti Péter (2. magyar változat)
- 1974 – Az aranypisztolyos férfi... Hip hadnagy – Kálloy Molnár Péter

### Sorozatok
- 1997;2001 – Angyali érintés... Mr. Aramaki (1 részben –2001)/ Kim Chyung Kyung (1 részben –1997)
- 2001 – A körzet... Nguyen Duc Chin ezredes (1 részben)
- 2000 – Texas királyai... Szerzetes (1 részben)
- 1998 – Seven Days – Az időkapu... Dr. Huan Chow Lee (1 részben)
- 1997 – Csillagkapu... Moughal (1 részben)
- 1997 – Az ígéret földje... Kim Chyung Kyung (1 részben)
- 1997 – Louie élete... ? (csak hang, 1 részben)
- 1996 – Waikiki páros... Mr. Kimura (1 részben)
- 1994–1995 – Kung fu: A legenda folytatódik... Bon Bon Hai (3 részben)
- 1994 – Babylon 5... A Muta-Do (1 részben)
- 1994 – Time Trax – Hajsza az időn át... Akiri (1 részben)
- 1993 – Gyilkos sorok... Kai Kuan (részben)
- 1992 – Hegylakó... Kiem Sun (1 részben) – Kassai Károly
- 1992 – Zorro... Hiroshi (1 részben)
- 1988 – MacGyver... Raymond Ling (1 részben)
- 1986 – A szupercsapat... Byron Chin (1 részben)
- 1981;1983;1984;1986 – Magnum... Nguyen Hue észak-vietnámi tábornok (2 részben 1981;1986)/ Dr. Bill Su/Dr. Ling / (1 részben 1984)/ Sato (1 részben 1983)
- 1985–1986 – T.J. Hooker... Ginsu Nabutsu (1 részben 1986)/ Nguyen Chi (1 részben 1985)
- 1986 – Dinasztia... Kai Liu (2 részben)
- 1985 – Zsarublues... Pak (2 részben)
- 1981 – Édentől keletre... Lee
- 1980–1981 – Charlie angyalai... Torres hadnagy (4 részben)
- 1973–1974 – Kung Fu... Yi Lien (1 részben (1974)/ Chen Yi (1 részben 1974)/ Kwan Chen (1 részben 1973)
- 1974 – A bűvész... Sheng (1 részben)
- 1967 – Támadás egy idegen bolygóról... Houseboy (1 részben)

## További információ
- Soon-Tek Oh a PORT.hu-n (magyarul)
- Soon-Tek Oh az Internetes Szinkronadatbázisban (magyarul)
- Soon-Tek Oh az Internet Movie Database-ben (angolul)
- Soon-Tek Oh a Rotten Tomatoeson (angolul)